# Hendrick Chin A Sen
Hendrick Chin A Sen (ur. 18 stycznia 1934 w Albinie, zm. 11 sierpnia 1999 w Paramaribo) – surinamski polityk, premier (1980) i prezydent Surinamu (1980–1982).

## Życiorys
W 1959 ukończył studia medyczne w Paramaribo, pracował w szpitalu w tym mieście jako internista, wstąpił do Narodowej Partii Republikańskiej. 15 marca 1980, po dokonaniu przez grupę wojskowych na czele z Dési Bouterse „sierżanckiego” zamachu stanu, Chin A Sen został premierem kraju, po czym sformował lewicowy gabinet, w którym znalazło się m.in. dwóch członków Narodowej Rady Wojskowej. 15 sierpnia 1980, po rezygnacji Johana Ferriera, objął fotel prezydencki, jednak faktyczną władzę w kraju sprawował Bouterse. Mimo że Bouterse próbował wprowadzać socjalistyczny i rewolucyjny model państwa, Chin A Sen podejmował próby przywrócenia demokracji, w związku z czym 4 lutego 1982 Bouterse zmusił Chin A Sena do ustąpienia i do emigracji do USA, skąd później Chin A Sen udał się do Holandii. W grudniu 1982, gdy w Surinamie doszło do tzw. morderstw grudniowych, popełnianych przez rządzącą juntę, został przewodniczącym Rady Wyzwolenia Surinamu na emigracji, która sprzeciwiała się rządom Bouterse. W 1995 wrócił do Paramaribo, gdzie na nowo podjął pracę internisty.